# Platypeza consobrina
Platypeza consobrina är en tvåvingeart som beskrevs av Zetterstedt 1844. Platypeza consobrina ingår i släktet Platypeza och familjen svampflugor. Arten är reproducerande i Sverige. Inga underarter finns listade i Catalogue of Life.